# Österreichischer Salbei
Der Österreichische Salbei (Salvia austriaca) ist ein Vertreter aus der Familie der Lippenblütler (Lamiaceae).

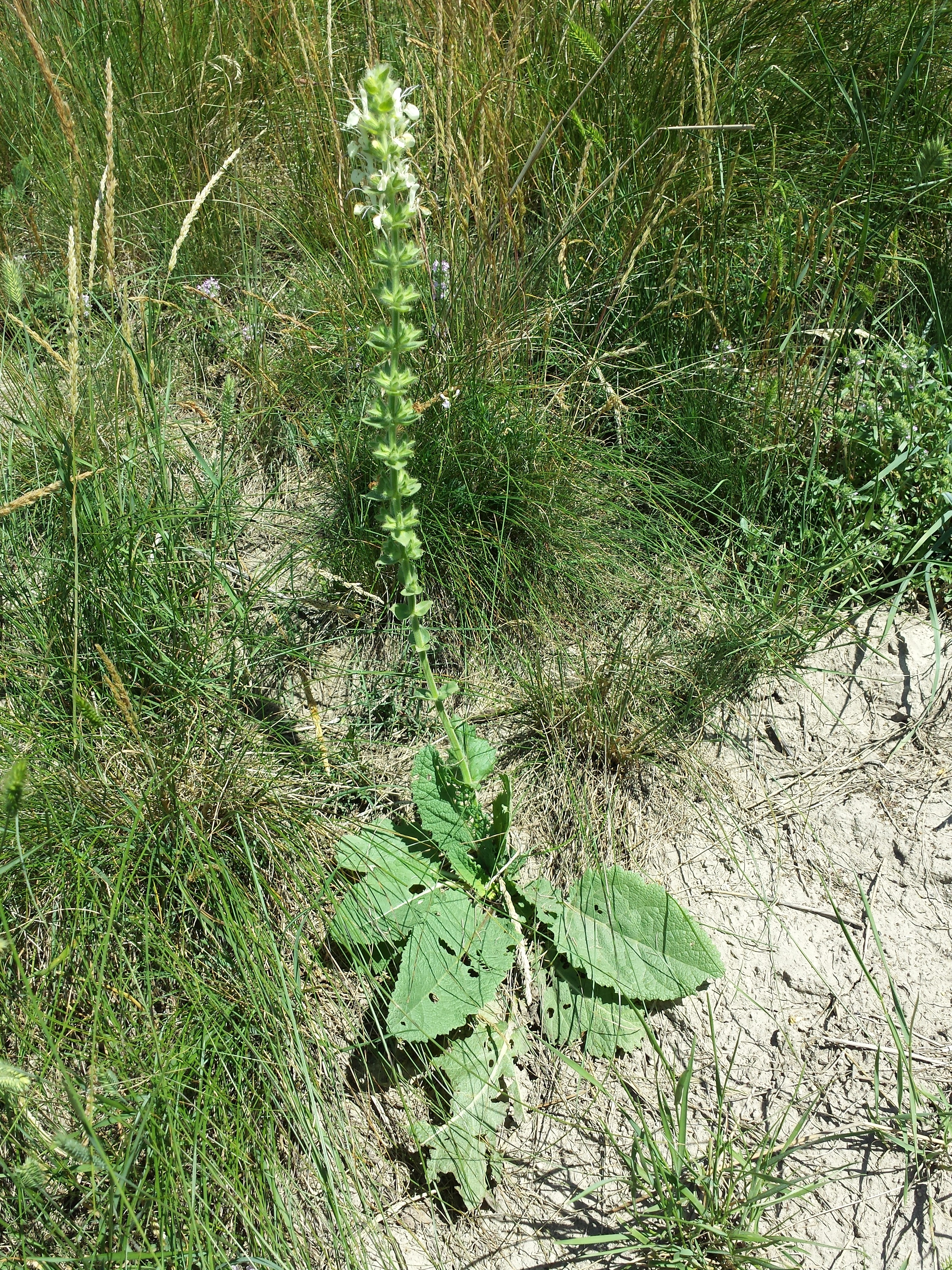
Habitus

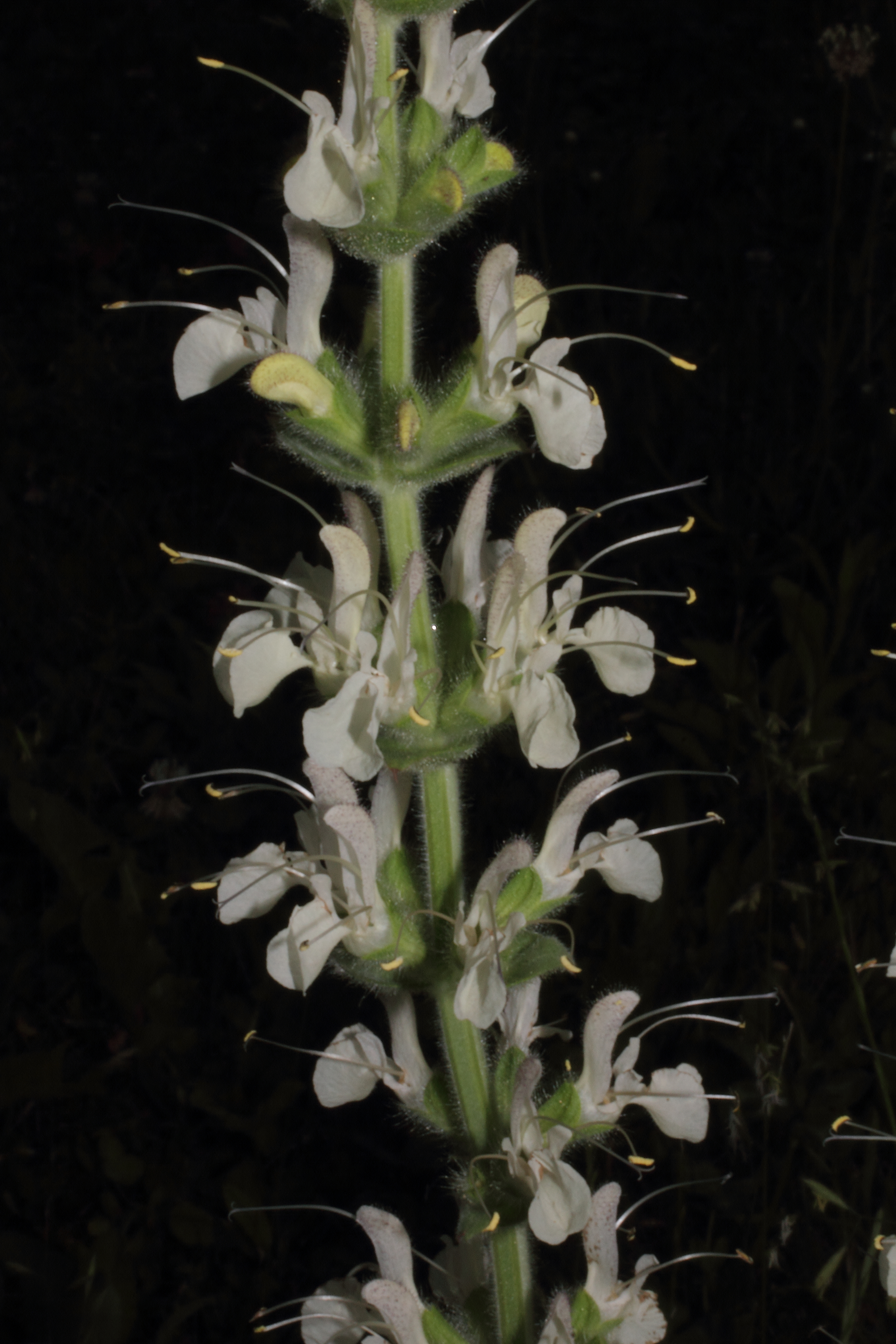
Blütenstand

## Beschreibung
Der Österreichische Salbei ist eine ausdauernde krautige Pflanze, die Wuchshöhen von 60 bis 80 (selten 50 bis 100) cm erreicht. Die Sprosse sind dicht zottig behaart und tragen auch Drüsenhaare, sind aber nicht klebrig. Die Stängel stehen aufrecht, sind meist nicht verzweigt und tragen lediglich ein Paar Laubblätter.

### Blätter
Die Grundblätter liegen flach dem Boden auf, haben einen ein bis fünf Zentimeter langen Stiel und eine drei bis zehn (selten 12) Zentimeter lange Spreite. Die Spreite ist vier bis acht (selten neun) Zentimeter breit, eiförmig, netzig-grubig und grob doppelt gekerbt bis gelappt. Die Spreite ist auf der Oberseite kahl, auf der Unterseite lediglich auf den Nerven behaart. Die Stängelblätter sind sitzend, fiederspaltig und zwei bis fünf Zentimeter lang. Manchmal fehlen sie auch. Der Blattgrund ist herzförmig oder abgerundet.

### Blütenstand und Blüten
Der Blütenstand besteht aus etwa 10 bis 20 ziemlich dicht übereinander stehenden Scheinquirlen. Die Blüten stehen zu viert bis zehnt (selten nur zu zweit) in Scheinquirlen. Die Tragblätter sind krautig, weichhaarig und drüsenhaarig. Die unteren Tragblätter sind fiederspaltig, weiter oben sind sie ganzrandig, eiförmig und sieben bis 10 Millimeter lang.
Der Kelch ist glockenförmig, hat eine Länge von acht bis zehn Millimetern und ebenfalls dicht und drüsig behaart. An der Oberlippe des Kelchs sind die Zähne kurz und gleich lang. Die Krone ist 15 bis 20 (selten nur 12) Millimeter lang und von gelblichweißer Farbe. Die Kronröhre ist kaum länger als der Kelch und besitzt innen keinen Haarring. Die Oberlippe ist 7 Millimeter lang und wenig gekrümmt. Die herabgeschlagene Unterlippe besitzt einen großen, zweispaltigen, gezähnelten Mittellappen. Die Krone ist mit dunkelroten Drüsenhaaren besetzt. Die Staubblätter ragen weit aus der Kronröhre heraus. Sie haben sehr lange Konnektivschenkel und spreizen sich. Blütezeit ist Mai bis September. Die Teilfrüchte sind rund drei Millimeter lang und haben eine ellipsoidische Gestalt.

### Chromosomenzahl
Die Chromosomenzahl beträgt 2n = 18.

## Verbreitung und Standorte
Der Österreichische Salbei hat ein pontisch-pannonisches Verbreitungsgebiet (Steppen nördlich des Schwarzen Meeres-Ungarische Tiefebene). In Österreich kommt er nur im pannonischen Raum des Nord-Burgenlands, Wiens und Niederösterreichs vor und gilt hier als stark gefährdet. Das Verbreitungsgebiet reicht von Mitteleuropa bis zum südlichen europäischen Russland.
Er kommt in Weide-Trockenrasen und lichten Gebüschen vor und ist auf die colline Höhenstufe beschränkt.

## Ökologie
Der Österreichische Salbei weicht durch die zu beiden Seiten der schmalen Oberlippe weit herausragenden Konnektivschenkel von allen anderen mitteleuropäischen Salbei-Arten ab. Während die Antheren sich in der Ruhelage stark spreizen, senken sie sich bei Druck auf die eigentümlich gekrümmten Konnektivlöffel so, dass sie sich nebeneinander auf den Schlund legen.